# Подбель (Великопольське воєводство)
Подбель (пол. Podbiel) — село в Польщі, у гміні Заґурув Слупецького повіту Великопольського воєводства.
У 1975-1998 роках село належало до Конінського воєводства.